# محافظه‌کاران و اصلاح‌طلبان اروپا
محافظه کاران و اصلاح طلبان اروپا یک گروه پارلمانی شکاک به اروپا و ضد فدرالیست در پارلمان اروپا است. این گروه پس از انتخابات پارلمان اروپا (۲۰۰۹) به امر دیوید کامرون رهبر حزب محافظه کار بریتانیا ایجاد شد. پس از انتخابات پارلمان اروپا (۲۰۱۴), این گروه با عضویت ۷۵ نماینده سومین گروه بزرگ در پارلمان اروپاست.
این گروه راست میانه تا راست تلقی می‌شود. بزرگترین احزاب در این گروه حزب محافظه‌کار بریتانیا و قانون و عدالت (PiS) لهستان هستند.